# 王士元 (泰定進士)
王士元（？—1357年），字尧佐，恩州（治今山东省武城县东北旧城）人，元朝政治人物。

## 生平
泰定帝泰定四年（1327年）中进士，由棣州判官改任知磁州。当时天下大乱，军饷需索日繁，民不堪命。王士元为百姓减轻负担，被将士陵辱诃责。改知浚州。州临黄河，市井空荒。元顺帝至正十七年（1357年），红巾军破城时，州兵溃散，王士元坐堂上，对其子王致微说：“我是守臣，居此是职分。你可以逃生。”王致微侍立，不忍离去。红巾军问他：“你是谁？”王士元说：“我是王知州。强贼认识我吗？”红巾军想要绑住王士元，王士元奋拳相殴，被杀，其子一同遇难。